# Issia (underprefektur)
Issia är en underprefektur i Elfenbenskusten. Den ligger i departementet med samma namn, i den sydvästra delen av landet, 150 km väster om huvudstaden Yamoussoukro.